# Тілль Ліндеманн
Тілль Лі́ндеманн (нім. Till Lindemann; нар. 4 січня 1963, Лейпциг) — вокаліст та автор текстів культового німецького гурту «Раммштайн» («Rammstein»), знявся у 8 фільмах, також автор збірок віршів «Ніж», «В мовчанні ночі».

## Дитинство та юність
Тілль (Дітріх) Ліндеманн виріс в містечку Вендіш-Рамбов (Wendisch-Rambow), федеральна земля Мекленбург-Форпоммерн (колишня НДР). Його батько Вернер Ліндеманн був відомим у НДР автором дитячих книг, проте стосунки із сином не були особливо добрими.
Працював теслярем. Як віцечемпіон Європи серед юніорів з плавання на дистанції понад 1 500 метрів був номінований на участь у літніх Олімпійських іграх 1980 року в Москві. Однак брати участь в іграх йому заборонили: приводом стало те, що він без дозволу залишив готель під час чемпіонату Європи з плавання в Римі.

## Особисте життя
У нього є на 6 років молодша сестра Саскія. У 1985 році народилася його перша дочка Неле, мати якої одразу одружилася. Однак шлюб швидко розпався, і Тілль виховував дитину сам протягом наступних семи років. Після цього, завдяки високій активності в Рамштайн (він пробув поза домом півроку), знову почав ділитися батьківськими обов'язками з матір'ю. Як він сказав в інтерв'ю: Неле — це я і все для мене, вона навіть важливіша за Рамштайн.
Потім Тілль заручився з колишньою моделлю Анею Кізелінг, яка в 1993 році народила дочку Марі-Луїзу (1993). Пізніше Кізелінг у німецькому тижневику говорила: «Коли він повернувся додому після гастролей, просто ліниво лежав на ліжку. Він ніколи не мав часу для нашої дочки. Зараз мені доводиться боротися за аліменти у суді. До цього додався випадок побиття … Це сталося в жовтні 1997 року в Дрездені після концерту Удо Лінденберга. До цього був п'яний. У „Гілтоні“ він ударив мене носом. Діагноз: перелом». За це був засуджений і заплатив 1 200 марок компенсації. Кіра «Лі» Ліндеманн походить із цих відносин, її можна було побачити під час концерту в Берліні «Live aus» під час виступу Tier.
Преса також гучно писала про роман Тілля Ліндемана з телезіркою Дженні Елверс. Мабуть, вона постійно дзвонила Тіллю і записувала на його автовідповідач, стверджуючи, що вона не може забути про нього. Після всіх цих неприємних переживань Тілль став дуже «секретним» і неохоче говорить про своє приватне життя, не любить давати інтерв'ю, хоча в одному з них (11.11.2013 р.) зізнався, що він посперечався з Карлом Лагерфельдом про те, що в нього є онук.
2023 року ЗМі повідомили, що на концерті у Вільнюсі Тілль Ліндерман сексуально домагався ірландської фанатки за допомогою наркотичних напоїв.

## Музичне становлення
Музичну кар'єру Ліндеманн розпочав ще за часів НДР барабанщиком панк-гурту «First Arsch». З початку 1990-х тісно товаришував з електропанк-музикантом Knarf Rellöm (Франк Мюллер). В місті Шверін Ліндеманн потоваришував із Ріхардом Круспе. Пізніше Круспе разом з Ліндеманном, Олівером Ріделем, Крістофом Шнайдером засновують гурт «Rammstein». Згодом до них приєднались гітарист Пауль Ландерс та клавішник Крістіан Лоренц.
Тілль Ліндеманн: «Нам здається, що наша назва хороша — Ramm (таран) і Stein (камінь) виражають рух, силу і твердість.
… Ми не хотіли робити пародію на американську музику чи щось схоже на панк… Спочатку ми хотіли просто грати важку, голосну музику, як „Metallica“ , але ми не такі легковажні, як американські рокери, наш мілітарний стиль не придуманий, він самостійно розвивається».
Група здійснила своєрідний прорив у сучасній музиці — всі їхні пісні написані й виконуються виключно німецькою мовою, яка у світі ніколи особливо пісенно-музичною не вважалась… хлопці зрозуміли, що тексти під їхню музику ніяк не звучать англійською. Через це навіть виникли складності при підписанні першого контракту. Боси звукозаписувальної компанії відверто намагались нав'язати їм англійську. Здавалось би, прийнявши таке рішення, група одразу прирікала себе на замкнутість виключно на німецькомовній аудиторії, але вийшло зовсім по-іншому. Німецька швидко стала своєрідною візитною карткою групи, за що її одразу полюбили численні естети за межами Німеччини.
Звинувачення у симпатіях до фашизму посипались одразу після виходу дебютного альбому. Свою роль тут зіграло багато обставин — від манери виконання і поведінки на сцені до німецької мови і змісту текстів. Насправді німецька у поєднанні з тоталітарним пафосом, сталевим «р-р-р-р» Тілля, культом мужності, гра на сцені сталевими м'язами створювали різкий контраст з жінкоподібними, солодкоголосими виконавцями, які заповнили сцени у середині 90-х рр.
Напружились стосунки з пресою, яка не бажала нічого чути про неонацистський рок і групу, яка естетично ідеалізує фашизм, займається на сцені абсолютно невиправданим і беззмістовним вихвалянням власною силою.
Від гурту чекали виправдань, пояснень, але їх не було. Тілль: «Ми не хочемо виправдовуватись. Якщо людям здається, що ми їх провокуємо, — дуже добре, так і має бути. Якщо вони нас вважають романтиками, — нас, звичайно, це теж влаштовує. Якщо ж вони просто сміються над нами, вважаючи дебілами-нацистами — тоді взагалі повний порядок».
Тілль: «Мої тексти виникають з почуттів і мрій, але все ж більше від болю, ніж за бажанням. Мені часто сняться жахи і я прокидаюсь весь в поту. Мої тексти — всього лише клапан для лави почуттів в моїй душі. Я затискаю себе вихованістю і зовнішньою ввічливістю, а насправді всіма нами керують інстинкти і почуття: голод, спрага, жах, ненависть, жадання влади, секс і т. д.».
Крістоф Шнайдер: «Я не хотів би опинитись у шкурі Тілля. Його душу мучать сумніви і протиріччя. Він водночас радикальний мораліст, навіть зануда, і жорстоке, садистське чудовисько».
З опису концерту: Співак Тілль Ліндеманн стоїть незворушно на краю сцени. Тут зненацька підстрибує Крістіан, з двометровою неоновою лампою в руці, підбігає до Тілля і з усієї сили розбиває її об м'язисте плече Тілля. Скло розбивається на друзки, кров тече з маленьких ранок. Тілль залишається незворушним, але горлає не своїм голосом: «Keiner will mich!» (Ніхто мене не хоче!), «Heirate mich!» (Виходь за мене заміж!).

## Письменницька творчість
З 1991 року Тілль Ліндеманн пише вірші. 2002 року побачила світ його перша збірка віршів під назвою «Messer» («Ніж»). До збірки ввійшли вірші, написані протягом 1995-2002 років, незалежно від його діяльності в «Rammstein».
У 2016 році вийшла збірка віршів «У тихій ночі»
30 листопада 2018 року в Києві відбулась презентація книги Тілля Ліндеманна Messer та автограф-сесія.

## Фільмографія
- 1999: Пола Ікс
- 2002: XXX
- 2003: Amundsen der Pinguin
- 2004: Vinzent